# 豊田加茂広域市町村圏移動図書館
豊田加茂広域市町村圏移動図書館（とよたかもこういきしちょうそんけんいどうとしょかん）は、愛知県三河地方北部の豊田加茂広域市町村圏が運営していた移動図書館である。
広域市町村圏の中心的な自治体である豊田市（豊田市立図書館）の移動図書館サービスを拡張する形で1973年に開始され、広域市町村圏のうちみよし市を除く4町2村が豊田市と編入合併した後の2005年に廃止された。1993年時点で広域市町村圏を対象とする移動図書館サービスを実施していたのは、日本全体で豊田加茂広域市町村圏と静岡県の島田・榛原地区広域市町村圏の2圏域しかなかった。

## 構成自治体
| 豊田加茂広域市町村圏発足時の構成自治体（1970年） | 豊田加茂広域市町村圏発足時の構成自治体（1970年） | 豊田加茂広域市町村圏発足時の構成自治体（1970年） | 豊田加茂広域市町村圏発足時の構成自治体（1970年） | 豊田加茂広域市町村圏発足時の構成自治体（1970年） |
| 郡                                               | 市町村                                           | 人口                                             | 人口比率                                         | 面積                                             |
| ------------------------------------------------ | ------------------------------------------------ | ------------------------------------------------ | ------------------------------------------------ | ------------------------------------------------ |
| 豊田市                                           | 豊田市                                           | 248,774人                                        | 81.6%                                            | 289.69km2                                        |
| 西加茂郡                                         | 三好町                                           | 25,303人                                         | 8.3%                                             | 32.20km2                                         |
| 西加茂郡                                         | 藤岡町                                           | 5,907人                                          | 1.9%                                             | 65.70km2                                         |
| 西加茂郡                                         | 小原村                                           | 4,537人                                          | 1.5%                                             | 74.85km2                                         |
| 東加茂郡                                         | 足助町                                           | 11,363人                                         | 3.7%                                             | 192.74km2                                        |
| 東加茂郡                                         | 下山村                                           | 4,129人                                          | 1.4%                                             | 114.63km2                                        |
| 東加茂郡                                         | 旭町                                             | 4,821人                                          | 1.6%                                             | 82.21km2                                         |
| 合計                                             | 合計                                             | 304,834人                                        | 100%                                             | 852.02km2                                        |

豊田加茂広域市町村圏とは、旧豊田市、三好町、藤岡町、足助町、旭町、小原村、下山村の1市4町2村からなっていた広域市町村圏である。愛知県三河地方のうち、西加茂郡のほぼ全域と東加茂郡のほぼ全域からなっていた。末期には北設楽郡から東加茂郡に転籍した稲武町も加わり、最終的には1市5町2村からなっていた。下山村はかねてからバス路線や商圏の面で岡崎市との結びつきが強かったが、高度成長期には豊田市への通勤者が増加しており、また東加茂郡の一員でもあったため豊田加茂広域市町村圏に加わっている。

## 沿革

### 豊田市単独時代(1970-1973)
1954年（昭和29年）6月には貸出巡回文庫が開始された。陣中町に新館が開館した1970年（昭和45年）3月には移動図書館車「ひまわり号」の運行を開始し、1971年度には87か所のステーションを巡回して59,005冊を貸出した。

### 広域市町村圏移動図書館(1973-2005)

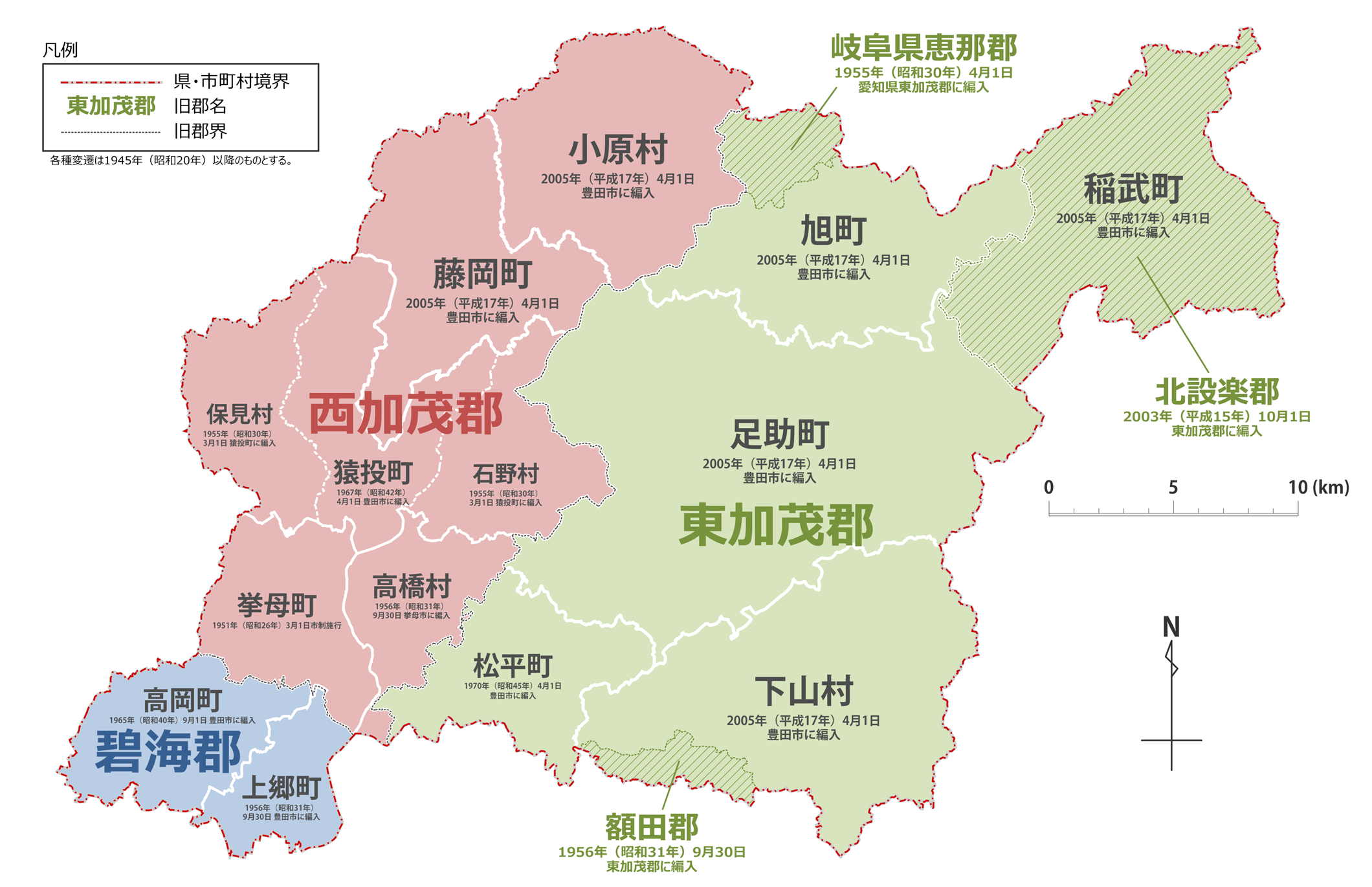
現豊田市域の旧自治体

豊田加茂広域市町村圏とは、旧豊田市、三好町、藤岡町、足助町、旭町、小原村、下山村の1市4町2村（最終的には稲武町も含めた1市5町2村）からなっていた広域市町村圏である。愛知県三河地方のうち、西加茂郡のほぼ全域と東加茂郡のほぼ全域からなっていた。
これらのの自治体のうち、1973年時点で豊田市には豊田市立図書館があったが、4町には独立した建物の図書館はなく、公民館などに付随する図書室があるにすぎなかった。2村には図書室さえ存在しなかった。そこで1973年（昭和48年）12月、豊田加茂広域市町村圏事務処理組合の共同処理事務の一つとして移動図書館の運行が開始された。圏域住民から強い要望があったほか、圏域内の地域格差を是正するという組合の設立趣旨にもかなっていることから、すでに運行していた豊田市立図書館の移動図書館サービスを拡張する形で共同処理事務に組み入れたのである。
| 全国の広域市町村圏図書館（1978年） | 全国の広域市町村圏図書館（1978年）       | 全国の広域市町村圏図書館（1978年） | 全国の広域市町村圏図書館（1978年） | 全国の広域市町村圏図書館（1978年） |
| 県                                 | 名称                                     | 圏域人口                           | 蔵書数                             | 貸出数                             |
| ---------------------------------- | ---------------------------------------- | ---------------------------------- | ---------------------------------- | ---------------------------------- |
| 愛知県                             | 豊田加茂広域市町村圏移動図書館           | 31.3万人                           | 58,000冊                           | 332,000冊                          |
| 岡山県                             | 蒜山教育事務組合立図書館                 | 0.6万人                            | 3,000冊                            | 1,000冊                            |
| 岩手県                             | 和賀中部行政事務組合図書館               | 7.4万人                            | 32,000冊                           | 128,000冊                          |
| 島根県                             | 益田福祉会館組合立はぎわら図書館         | 3.2万人                            | 17,000冊                           | 14,000冊                           |
| 静岡県                             | 島田・榛原地区広域市町村圏組合移動図書館 | 19.6万人                           | 21,000冊                           | 88,000冊                           |

1971年度（昭和46年度）の豊田市立図書館の蔵書数は58,926冊だったが、この中から10,400冊をこの移動図書館用の巡回図書とし、「ふたば号」「わかば号」の2台の移動図書館車でサービスを開始した。1974年度（昭和49年度）には「みどり号」が増え、3台の移動図書館車で延707日間運行され、豊田市124か所、西加茂郡29か所、東加茂郡32か所、計185か所のステーションを巡回した。1975年度（昭和50年度）には図書館から「ひまわり号」を無償で譲渡された。貸出冊数は1979年度の400,939冊がピークだった、これは豊田市内に分館や分室が整備されて利用者が移動図書館から移行した結果であり、また1978年（昭和52年）に三好町に三好町立中央図書館が開館したためでもある。
1991年度の貸出冊数は約25万冊であり、蔵書回転率は270%だった。1992年度には計197か所のステーションを巡回し、計246,139冊を貸出した。ステーションの内訳は豊田市が100か所、三好町が26か所、藤岡町が15か所、小原村が9か所、足助町が23か所、下山村が13か所、旭町が11か所だった。1993年には運行開始から20周年を迎えたが、1993年時点で広域市町村圏を対象とする移動図書館サービスを実施していたのは、全国を見渡しても豊田加茂広域市町村圏移動図書館と静岡県の島田・榛原地区広域市町村圏組合移動図書館の2圏域しかなかった。1993年時点では豊田市、三好町、藤岡町、小原村、足助町、下山村、旭町の1市4町2村を巡回しており、その合計人口は約40万人、合計面積は850km2にも及んでいる。
2003年（平成15年）には北設楽郡稲武町が東加茂郡に編入され、豊田加茂広域市町村圏に加わった。2005年（平成17年）4月1日、藤岡町・足助町・稲武町・旭町・小原村・下山村の4町2村が豊田市に編入合併した。編入合併を機に豊田市中央図書館と旧自治体にあった各図書室がオンラインで結ばれると、豊田加茂広域市町村圏移動図書館の事業は2005年度末で廃止となった。最終年度となった2005年度は73か所のステーションを巡回し、計63,420冊を貸出した。ステーションの内訳は、豊田市が2か所、三好町が14か所、藤岡町が12か所、小原村が9か所、足助町が16か所、下山村が10か所、旭町が7か所、稲武町が3か所だった。豊田加茂広域市町村圏移動図書館の事業は2005年度末で廃止となった。なお、三好町は2010年に単独で市制施行してみよし市となっている。

## 特徴
| 豊田加茂広域市町村圏移動図書館の貸出数 | 豊田加茂広域市町村圏移動図書館の貸出数 | 豊田加茂広域市町村圏移動図書館の貸出数 | 豊田加茂広域市町村圏移動図書館の貸出数 | 豊田加茂広域市町村圏移動図書館の貸出数 |
| -------------------------------------- | -------------------------------------- | -------------------------------------- | -------------------------------------- | -------------------------------------- |
| 年度                                   |                                        |                                        |                                        | 冊                                     |
| 1973: 156か所                          | 1973: 156か所                          |                                        | 43,930                                 | 43,930                                 |
| 1975: 214か所                          | 1975: 214か所                          |                                        | 281,017                                | 281,017                                |
| 1980: 191か所                          | 1980: 191か所                          |                                        | 374,501                                | 374,501                                |
| 1985: 203か所                          | 1985: 203か所                          |                                        | 355,378                                | 355,378                                |
| 1990: 195か所                          | 1990: 195か所                          |                                        | 260,336                                | 260,336                                |
| 1995: 183か所                          | 1995: 183か所                          |                                        | 193,641                                | 193,641                                |
| 2000: 176か所                          | 2000: 176か所                          |                                        | 162,274                                | 162,274                                |
| 2004: 72か所                           | 2004: 72か所                           |                                        | 63,420                                 | 63,420                                 |

| 本館と分館の一覧（2003年度末） | 本館と分館の一覧（2003年度末） | 本館と分館の一覧（2003年度末） | 本館と分館の一覧（2003年度末） | 本館と分館の一覧（2003年度末） |
| 館                             | 所在地                         | 開館時間                       | 休館日                         | 蔵書数                         |
| ------------------------------ | ------------------------------ | ------------------------------ | ------------------------------ | ------------------------------ |
| 中央館                         | 豊田市中央図書館               | 移動図書館の拠点機能のみ       | 移動図書館の拠点機能のみ       | 42,649冊                       |
| 三好分館                       | 三好町立中央図書館             | 9時-17時                       | 月曜日・第4木曜日              | 737冊                          |
| 藤岡分館                       | 藤岡町中央公民館               | 9時-17時                       | 月曜日                         | 4,481冊                        |
| 小原分館                       | 小原村中央公民館               | 8時30分-17時                   | 月曜日                         | 6,470冊                        |
| 足助分館                       | 足助町公民館                   | 9時-18時                       | 月曜日                         | 6,858冊                        |
| 下山分館                       | 下山村民会館                   | 8時30分-17時                   | 日曜日・祝日                   | 9,929冊                        |
| 旭分館                         | 旭町コミュニティセンター       | 8時30分-17時15分               | 土日・祝日                     | 3,853冊                        |
| 稲武分館                       | 稲武町児童館                   | 9時-17時30分                   | 土日・祝日                     | 1,619冊                        |
| 合計                           |                                |                                |                                | 76,596                         |

豊田加茂広域市町村圏では移動図書館の開始と同時に計算事務の共同化も行っており、移動図書館と計算事務に続いてし尿処理センターの建設（三好町）、野外教育センターの建設（圏外の渥美町）、ごみ焼却場の建設（藤岡町）なども行っている。広域市町村圏が行っている事業の事業費の約80%は補助金・起債・交付金などの特定財源で賄われている。
移動図書館の中央館（拠点館）は豊田市立図書館とし、運営管理経費は均等割20%、人口割80%の分担金で賄われている。豊田市以外の自治体の公民館図書室を分館扱いにし、常時1,000-2,000冊を配本し、さらに移動図書館車がステーションを巡回して貸出を行った。分館とステーションにおける業務は各自治体の職員が担当し、それ以外の業務はすべて豊田市立図書館の職員が担当している。
1993年時点では4台の移動図書館車が196のステーションを巡回しており、各ステーションには1か月に1度の頻度で移動図書館がやってくる。1993年時点では各町村に1館ずつ分館が設置されており、その蔵書冊数は合計9万冊であり、うち8,500冊を4台の移動図書館に積載している。貸出冊数は1世帯につき25冊まで、貸出期間は1か月（次の巡回日まで）である。登録率はもっとも高い藤岡町で12.5%だった。1993年時点の車種は2台がトヨタ・コースターU-HZB型（外架式・ウイング式扉）、1台がトヨタ・コースターK-BB型（外架式）、1台がトヨタ・ダイナK-BU型（外架式・ウイング式扉）だった。
移動図書館の資料は1タイトル4冊ずつ購入され、4台の移動図書館車と7館の分館に振り分けられる。購入された資料は7年後に各分館に譲渡される。運行管理業務は業者に委託されるほか、年間1,000冊以上の貸出があるステーションには奉仕委員が委嘱される。移動図書館車の運行に加えて、「本に親しむみんなのつどい豊田加茂大会」、「夏休み緑陰図書館」文学散歩企画なども実施している。